# Инграм Микро (България)
„Инграм Микро“ ЕООД е българско предприятие за административно обслужване със седалище в квартал „Къро“ в София, част от американската група „Инграм Микро“.
Основано е през 2011 година като основен център за споделени услуги на групата за Европа, който се използва за аутсорсинг на бизнес процеси – финансови и счетоводни дейности, обслужване на клиенти, управление на продажби и доставки. Към 2017 година е шестото по големина административно-спомагателно предприятие в страната. Към 2023 година има 1342 служители и продажби за 92,2 милиона лева.